# Clear Lake Shores
Clear Lake Shores – miasto w Stanach Zjednoczonych, w stanie Teksas, w hrabstwie Galveston.